# Sōtīrīs Gkioulekas
Sōtīrīs Gkioulekas, traslitterato anche Sotirios o Soutiris (in greco Σωτήρης Γκιουλέκας?; Larissa, 28 novembre 1979), è un cestista greco, professionista in Europa.
Ala di 202 cm per 107 kg, ha giocato in Serie A italiana con le maglie di Virtus Bologna e Orlandina Basket.

## Carriera
In patria ha vestito le maglie di PAE Athlitiki Enosi Larissa 1964 e Olympia Larissa.
Le tre esperienze di Gioulekas nella massima serie italiana sono state fugaci. Nel 2005-06 ha giocato appena tre partite nel finale di stagione della VidiVici Bologna.
Nel 2006-07 era all'Upea Capo d'Orlando per le ultime cinque gare della stagione regolare, in sostituzione di Reggie Freeman.
Dopo una parentesi in Legadue alla Prima Veroli, nell'estate 2008 passa al Basket Napoli, che a settembre viene escluso dalla Serie A. Passa quindi all'Enel Brindisi prima e a Scafati poi.

## Statistiche

### Presenze e punti nei club
Statistiche aggiornate al 12 gennaio 2009
| Stagione        | Squadra             | Competizione    | Partite | Partite | Partite | Statistiche tiro | Statistiche tiro | Statistiche tiro | Altre statistiche | Altre statistiche | Altre statistiche | Altre statistiche | Altre statistiche |
| Stagione        | Squadra             | Competizione    | Pres.   | Titol.  | Minuti  | Tiri da 2        | Tiri da 3        | Liberi           | Rimb.             | Assist            | Rubate            | Stopp.            | Punti             |
| --------------- | ------------------- | --------------- | ------- | ------- | ------- | ---------------- | ---------------- | ---------------- | ----------------- | ----------------- | ----------------- | ----------------- | ----------------- |
| mag. 06         | VidiVici Bologna    | Serie A         | 3       | 1       | 16      | 1/2              | 1/3              | 0                | 2                 | 2                 | 0                 | 0                 | 5                 |
| apr. 07         | Upea Capo d'Orlando | Serie A         | 5       | 1       | 102     | 8/17             | 8/20             | 13/20            | 18                | 4                 | 1                 | 0                 | 53                |
| 2007-2008       | Prima Veroli        | Legadue         | 29      | 17      | 777     | 78/157           | 53/127           | 121/143          | 103               | 35                | 37                | 1                 | 436               |
| 2008-2009       | Basket Napoli       |                 | 0       | 0       | 0       | 0                | 0                | 0                | 0                 | 0                 | 0                 | 0                 | 0                 |
| set. 08         | Enel Brindisi       | Legadue         | 2       | 0       | 32      | 3/4              | 2/6              | 4/6              | 7                 | 0                 | 1                 | 0                 | 16                |
| Totale carriera | Totale carriera     | Totale carriera | 39      | 19      | 936     |                  |                  |                  | 130               | 41                | 39                | 1                 | 512               |